# Бібрка (Ліський повіт)
Бібрка (пол. Bóbrka) — село в Польщі, у гміні Солина Ліського повіту Підкарпатського воєводства. Лемківське село на прадавніх етнічних українських територіях. Населення — 390 осіб (2011).

## Частини села
З 1885 р. Юзеф Блізінський купив горішню частину села, яка стала називатися Нова Бібрка або Домажівка, на відміну від долішньої, яка залишилася у власності Костянтина Соколовського і називалася Стара Бібрка.

## Історія

Церква Положення Ризи Пресвятої Богородиці, побудована у ХVII ст.

Село вперше в документах зустрічається в 1436 році. В 1536 р. село було на волоському праві.
У 1672 р. село спустошене татарським наїздом.
26 вересня 1914 р. в село вступили російські війська, ненадовго відкинуті контратакою австрійців 5 жовтня, а остаточно вигнані навесні 1915 р.
У 1932 р. при прокладенні дороги провадились роботи щодо переміщення каплички, спорудженої в 1848 р. на знак знесення панщини. Місцеві комуністи з КПЗУ пустили слух, що зноситься капличка і повертається панщина. Спровоковані селяни розігнали дорожніх працівників, прибула поліція побила селян і навела порядок. Після війни комуністи подію назвали класовою боротьбою й охрестили «Ліським повстанням».
На 01.01.1939 у селі було 1110 жителів, з них 920 українців-грекокатоликів, 80 українців-римокатоликів, 85 поляків (здебільшого недавно прибулі парцелянти) і 25 євреїв. Село належало до Ліського повіту Львівського воєводства. У середині вересня 1939 року німці окупували село, однак уже 26 вересня 1939 року мусіли відступити з правобережної частини Сяну, оскільки за пактом Ріббентропа-Молотова вона належала до радянської зони впливу. 27.11.1939 постановою Президії Верховної Ради УРСР село в ході утворення Дрогобицької області включене до неї. Територія ввійшла до складу утвореного 17.01.1940 Ліськівського району (районний центр — Лісько). В селі було зведено два залізобетонні дзоти у складі лінії Молотова. Наприкінці червня 1941, з початком Радянсько-німецької війни, територія знову була окупована німцями. 17 вересня 1944 року радянські війська (237 дивізія) знову оволоділи територією села. В березні 1945 року територія віддана Польщі.
В лютому 1945 р. відбувся бій УПА з польською міліцією на броді через Сян (місце неодноразових засідок на партизанів).
Село було місцем постою сотень УПА Хріна і Стаха зимою з 1946 на 1947 р.
В 1945–1947 роках все українське населення було піддане етноциду — насильно переселене як до СРСР так й до північно-західної Польщі — Повернених Земель..
У 1975-1998 роках село належало до Кросненського воєводства.

### Церква

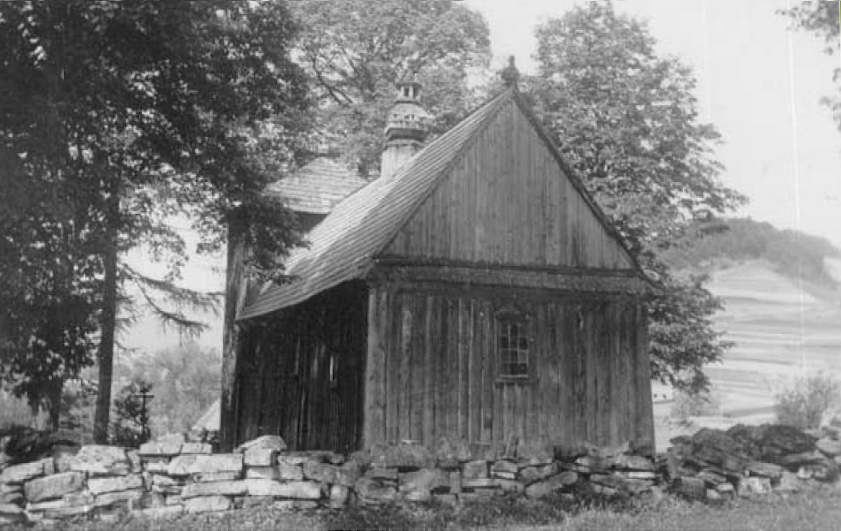
Давня церква Положення Ризи Богородиці, побудована у ХVII ст., перебудована у 1830 р., розібрана у 1939 р.

Перші відомості про церкву Положення Ризи Богородиці відносяться до XVII століття. В період від 1807 до 1815 вона була філіальною церквою парафії у Мичківцях. Цю древню будівлю було остаточно розібрано у 1939 році, коли була побудована нова мурована церква. Нова споруду будували p 1937 року навколо старої, так що якийсь час вона ще існувала всередині мурів, що з'являлись навколо неї. Церква була парафіяльною і належала до Ліського деканату Перемиської єпархії. Функціонувала до 1947 року, коли в результаті акції "Вісла", рештки українського населення були депортовані із села. Разом із ними виселеним був і греко-католицький парох о. Дорош. Разом із собою виселенці взяли деякі цінні ікони, літургічне вбрання та один із дзвонів.  Після депортації українців використовувалась під склад, а у 1971 стараннями ксьондза Кароля Буґєльского була передана польською владою латинській громаді під костел. До 1975 року споруда зазнала значних змін - було перебудовано вівтарну частину та добудовано захристію. У тому ж 1975 році латинський Перемиський єпископ І. Токарчук заснував окрему римо-католицьку громаду села.

## Демографія
Демографічна структура станом на 31 березня 2011 року:
|          | Загалом | Допрацездатний вік | Працездатний вік | Постпрацездатний вік |
| -------- | ------- | ------------------ | ---------------- | -------------------- |
| Чоловіки | 198     | 29                 | 142              | 27                   |
| Жінки    | 192     | 32                 | 115              | 45                   |
| Разом    | 390     | 61                 | 257              | 72                   |